# Abril Zamora
Abril Zamora (Cerdanyola del Vallès, Vallès Occidental, 11 de novembre 1981) és una actriu, dramaturga, guionista i directora de teatre i televisió catalana que viu a Madrid. És una de les poques persones transgènere del sector audiovisual espanyol.

## Biografia
Va iniciar-se en la interpretació quan era adolescent, fent de rei Artús en una representació teatral escolar de Merlí l'encantador. Juntament amb Sergio Caballero va muntar la companyia teatral Oscura Teatre, amb la que va fer les obres El congelador (2008), La indiferencia de los armadillos (2009) i Todas muertas (2010), totes tres amb text de Zamora. El 2014 va estrenar Yernos que aman, una història coral tragicòmica que va representar-se durant quatre temporades a La Pensión de Las Pulgas de Madrid, obra dirigida per Zamora i on hi interpretava un dels personatges. El novembre de l'any següent va presentar una altra obra seva a Nave 73, Pulveriza, que també va dirigir, i on va treballar amb La Conmovida Producciones.
L'abril de 2017 va començar la seva transició, i va ser llavors quan van oferir-li un petit paper a la sèrie Vis a vis interpretant una noia amb problemes de drogues en una seqüència; però la prova que va fer va agradar molt, i aquell personatge sense nom va créixer i es va convertir en Luna durant la tercera i quarta temporades del drama carcerari Aquest, que va ser el seu primer paper com a actriu, va valer-li la nominació al premi a la millor actriu revelació de la Unión de Actores y Actrices.
El 2019 va crear una sèrie per a Telecinco, Señoras del (h)AMPA, de la qual és directora i guionista, i que gira en torn a un grup de mares i pares d'una AMPA que maten una persona per error. El mateix any es va incorporar a l'equip de guionistes de la sèrie Élite, de Netflix. El seu següent projecte és Todo lo otro, escrit i dirigit per ella i que també interpretarà, que explica la història d'un grup d'amics en la trentena i els diversos temes que els afecten.
Reassignació de gènere
Abril va fer visible la seva transició a través de les seves xarxes personals, i des d'aleshores ha demandat tant una major diversitat en els personatges com més oportunitats per al col·lectiu trans en els mitjans audiovisuals, motiu pel qual afirma sentir-se obligada a parlar-ne. Tot i així, per a ella també és important parlar obertament del seu passat, del qual també se'n sent orgullosa. L'any 2018 va participar en el documental dirigit per Fernando González Molina The Best Day of My Life, que mostra sis persones LGBT que es reuneixen a Madrid per a la celebració del Dia Internacional de l'Orgull LGBT i que s'atreveixen a viure tal com són amb orgull, alegria i compromís. Allà afirmava que sempre va saber que era nena, però que no se sentia identificada amb l'etiqueta trans perque en realitat el gènere no la defineix.

## Obres
| Any       | Títol                                      | Com a    | Com a    | Com a | Notes                             |
| Any       | Títol                                      | Actuació | Direcció | Text  |                                   |
| --------- | ------------------------------------------ | -------- | -------- | ----- | --------------------------------- |
| 2007      | Los Serrano                                | sí       |          |       | sèrie de TV; 1 episodi (*)        |
| 2008      | Los hombres de Paco                        | sí       |          |       | sèrie de TV; 1 episodi (*)        |
| 2008      | El congelador                              | sí       |          | sí    | obra teatral (*)                  |
| 2009      | Tres dies amb la família                   | sí       |          |       | pel·lícula (*)                    |
| 2009      | Hospital Central                           | sí       |          |       | sèrie de TV; 1 episodi (*)        |
| 2009      | La indiferencia de los armadillos          |          |          | sí    | obra teatral (*)                  |
| 2010      | Todas muertas                              |          | sí       | sí    | obra teatral (*)                  |
| 2011      | Canciones y amor con queso                 | sí       |          | sí    | Obra teatral; direcció i text (*) |
| 2014      | La que se avecina                          | sí       |          |       | sèrie de TV; 1 episodi (*)        |
| 2014      | Yernos que aman                            | sí       | sí       | sí    | obra teatral (*)                  |
| 2015      | Anclados                                   | sí       |          |       | sèrie de TV; 1 episodi (*)        |
| 2016      | Temporada baja                             | sí       | sí       | sí    | sèrie de TV (*)                   |
| 2017      | Indetectables                              | sí       | sí       | sí    | sèrie de TV; 1 episodi (*)        |
| 2018      | Paquita Salas                              | sí       |          |       | sèrie de TV; 1 episodi            |
| 2018-2019 | Vis a vis                                  | sí       |          |       | sèrie de TV; temporades 3 i 4     |
| 2018-2021 | Señoras del (h)AMPA                        |          | sí       | sí    | sèrie de TV                       |
| 2019      | ¿A quién te llevarías a una isla desierta? | sí       |          |       | pel·lícula                        |
| 2019      | Élite                                      |          |          | sí    | sèrie de TV; temporada 2          |
| 2020      | La vida al davant (La vita davanti a sé)   | sí       |          |       | pel·lícula                        |
| 2020      | El desorden que dejas                      | sí       |          |       | sèrie de TV; 6 episodis           |
| 2021      | Todo lo otro                               |          | sí       | sí    | sèrie de TV                       |

(*) Amb el nom d'Abel Zamora

## Llibres
- Ana ha besado a otro, 1 de febrer de 2024. ISBN 9788466677363.